# Serrat de Comesjuntes
El Serrat de Comesjuntes és una serra situada al municipi d'Urús, a la comarca de la Baixa Cerdanya, amb una elevació màxima de 2.186 metres.